# Lijst van rijksmonumenten in de Laurierstraat (Amsterdam)
Een overzicht van de 22 rijksmonumenten in de Laurierstraat in Amsterdam.
| Object                                                                                            | Oorspronkelijke functie? | Bouwjaar                      | Architect | Locatie            | Coördinaten?                  | Nr.? | Afbeelding        |
| ------------------------------------------------------------------------------------------------- | ------------------------ | ----------------------------- | --------- | ------------------ | ----------------------------- | ---- | ----------------- |
| Pand met door een rechte lijst afgesloten oudere gevel met negenruits vensters op de verdiepingen | Gebouw                   | tweede kwart 19e eeuw         |           | Laurierstraat 5    | 52° 22' 21" NB, 4° 52' 56" OL | 3236 | Meer afbeeldingen |
| Pand met door een rechte lijst afgesloten oudere gevel                                            | Gebouw                   | tweede kwart 19e eeuw         |           | Laurierstraat 7    | 52° 22' 21" NB, 4° 52' 56" OL | 3237 | Meer afbeeldingen |
| Gevel onder latere klokvormige top                                                                | Gebouw                   | 18e eeuw                      |           | Laurierstraat 23A  | 52° 22' 21" NB, 4° 52' 55" OL | 3238 | Meer afbeeldingen |
| Pand met klokgevel                                                                                | Gebouw                   | derde kwart 18e eeuw of later |           | Laurierstraat 25   | 52° 22' 21" NB, 4° 52' 55" OL | 3239 | Meer afbeeldingen |
| Huis, vanwege de zandstenen afdekkingen van de klokvormige top                                    | Gebouw                   | derde kwart 18e eeuw          |           | Laurierstraat 27   | 52° 22' 20" NB, 4° 52' 55" OL | 3240 | Meer afbeeldingen |
| Huis vanwege de zandstenen afdekkingen van de klokvormige top                                     | Gebouw                   | derde kwart 18e eeuw          |           | Laurierstraat 29   | 52° 22' 20" NB, 4° 52' 54" OL | 3241 | Meer afbeeldingen |
| Pand met klokgevel                                                                                | Gebouw                   | 18e eeuw                      |           | Laurierstraat 45   | 52° 22' 20" NB, 4° 52' 53" OL | 3242 | Meer afbeeldingen |
| Voormalig koetshuis                                                                               | Gebouw                   | 1719                          |           | Laurierstraat 47A  | 52° 22' 20" NB, 4° 52' 52" OL | 3243 | Meer afbeeldingen |
| Huis vanwege de aanzetkrullen van de klokvormige top                                              | Gebouw                   | derde kwart 18e eeuw          |           | Laurierstraat 53   | 52° 22' 20" NB, 4° 52' 51" OL | 3244 | Meer afbeeldingen |
| Hoekhuis onder schilddak                                                                          | Gebouw                   | 19e eeuw en ouder             |           | Laurierstraat 101  | 52° 22' 18" NB, 4° 52' 45" OL | 3245 | Meer afbeeldingen |
| Huis, vanwege de zandstenen afdekkingen van de klokvormige geveltop                               | Gebouw                   | derde kwart 18e eeuw          |           | Laurierstraat 8    | 52° 22' 21" NB, 4° 52' 56" OL | 3246 | Meer afbeeldingen |
| Huis, vanwege de zandstenen afdekkingen van de klokvormige geveltop                               | Gebouw                   | 18e eeuw                      |           | Laurierstraat 36   | 52° 22' 21" NB, 4° 52' 55" OL | 3247 | Meer afbeeldingen |
| Huis, vanwege de zandstenen onderdelen van de gevelhals                                           | Gebouw                   | eerste helft 18e eeuw         |           | Laurierstraat 38   | 52° 22' 21" NB, 4° 52' 54" OL | 3248 | Meer afbeeldingen |
| Huis, vanwege de zandstenen onderdelen van de gevelhals                                           | Gebouw                   | eerste helft 18e eeuw         |           | Laurierstraat 46   | 52° 22' 21" NB, 4° 52' 54" OL | 3249 | Meer afbeeldingen |
| Huis, vanwege de zandstenen afdekkingen van de klokvormige top                                    | Woonhuis                 | derde kwart 18e eeuw          |           | Laurierstraat 62   | 52° 22' 21" NB, 4° 52' 53" OL | 3250 | Meer afbeeldingen |
| Pand met hoge halsgevel                                                                           | Gebouw                   | 1740                          |           | Laurierstraat 70   | 52° 22' 20" NB, 4° 52' 52" OL | 3251 | Meer afbeeldingen |
| Pand met klokgevel                                                                                | Gebouw                   | 1724                          |           | Laurierstraat 72   | 52° 22' 20" NB, 4° 52' 52" OL | 3252 | Meer afbeeldingen |
| Pand met halsgevel                                                                                | Gebouw                   | 1730                          |           | Laurierstraat 74   | 52° 22' 20" NB, 4° 52' 52" OL | 3253 | Meer afbeeldingen |
| Pand met eenvoudige klokgevel                                                                     | Gebouw                   | 18e eeuw                      |           | Laurierstraat 182I | 52° 22' 18" NB, 4° 52' 42" OL | 3256 | Meer afbeeldingen |
| Huis, vanwege de zandstenen afdekkingen van de klokvormige top                                    | Gebouw                   | 18e eeuw                      |           | Laurierstraat 208  | 52° 22' 17" NB, 4° 52' 41" OL | 3260 | Meer afbeeldingen |
| Huis, vanwege de zandstenen afdekkingen van de klokvormige top                                    | Gebouw                   | derde kwart 18e eeuw          |           | Laurierstraat 210  | 52° 22' 17" NB, 4° 52' 41" OL | 3261 | Meer afbeeldingen |
| Huis, vanwege de zandstenen afdekkingen van de klokvormige top                                    | Woonhuis                 | 18e eeuw                      |           | Laurierstraat 248  | 52° 22' 17" NB, 4° 52' 38" OL | 3262 | Meer afbeeldingen |